# Saint-Gobain

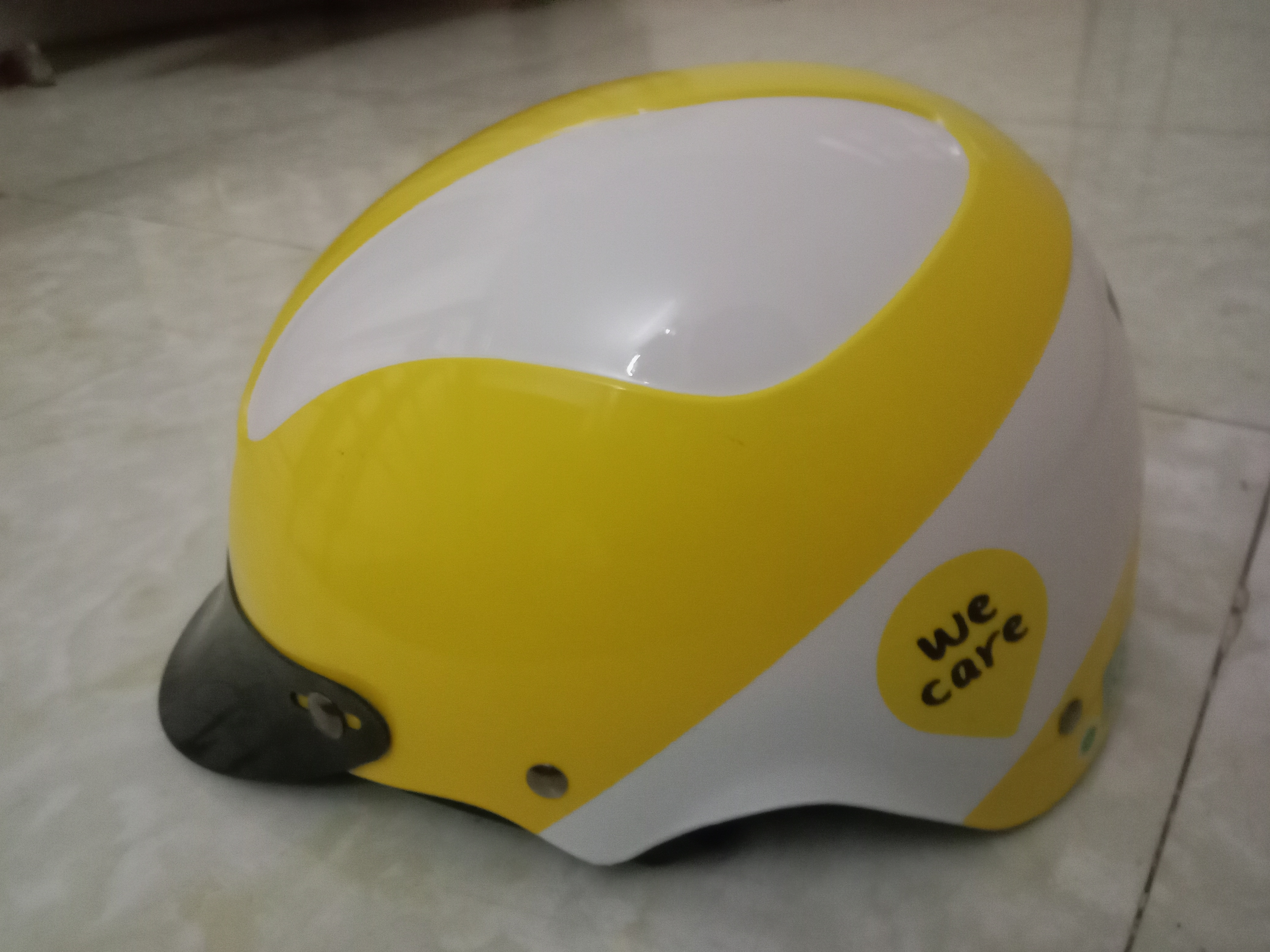
Nón Bảo hiểm

Saint-Gobain là một công ty của Pháp chuyên sản xuất, chuyển đổi và phân phối vật liệu.
Được thành lập vào năm 1665 bởi Jean-Baptiste Colbert (1619-1683) với tên gọi Manufacture royale des glaces, công ty có mặt tại sáu mươi tám quốc gia và năm 2019 sử dụng gần 171.000 nhân viên. Kể từ năm 2019, trụ sở chính của công ty được đặt tại La Défense, 12 place de l'Iris, thuộc khu tự quản của Courbevoie (92096).